# 아세레로스 데 몬클로바
아세레로스 데 몬클로바(몬클로바 스틸러스)는 1974년 창단한 멕시코 몬클로바의 프로 야구 팀이다. 홈구장은 에스타디오 드 베이스볼 몬클로바이다.

## 야구단 정보
| 감독   | 91 게가도 산체스 |
| 투수   | 23 자시엘 아코스타 · 58 앨런 카리요 · 3 알레한드로 차베즈 · 49 조지 플로레스 · 27 알프레도 가르시아 · 32 이르빙 지메제즈 · 15 다니엘 로페즈 · 58 멕시카노 · 44 로베르토 노보아 · 51 아드리안 라미레즈 · 26 도미니카노 · 33 에드윈 테레즈 |
| 포수   | 72 안젤 차바린 · 4 메나 우리엘 · 25 이스라엘 누네즈 · 5 사울 소토 · 55 코스메 바레 |
| 내야수 | 35 페드로 디아즈 · 6 헥토르 가란주에이 · 12 이스마엘 사라스 · 13 호세 안토니오 사라자 · 39 페드로 발데스 |
| 외야수 | 19 레오브르도 아라우즈 · 77 프랭키 부사니 · 9 엔리크 트루지요 |